# Harry Woods (actor)
Harry Lewis Woods (Cleveland, 5 de mayo de 1889 – Los Ángeles, 28 de diciembre de 1968) fue un actor estadounidense.
Nacido en Cleveland, Ohio, Woods sirvió en el ejército con anterioridad antes de ser actor. Aparece en casi 250 películas entre 1923 y 1958. Durante sus 35 años de carrera, se ganó una reputación como villano por excelencia. Su gran tamaño, complexión fuerte, ojos penetrantes y voz grave, hacían que normalmente fuera elegido como el chico malo. Rara vez representaba papeles de secuaces ordinarios, normalmente como el cerebro (el banquero o dueño del Saloon que organizaba en secreto la banda que aterrorizada la zona) y el grandullón detrás del villano principal.
Era muy respetado por sus compañeros. Otro actor que solía interpretar el papel de villano, Roy Barcroft, dijo de él: "Todo lo que se sobre ser un chico malo lo aprendí de Harry Woods."
Disfrutó una larga carrera en películas antes de retirarse en 1958, y murió en Los Ángeles diez años más tarde de uremia.
Su hijo, Harry Lewis Woods, Jr., siguió sus pasos y actuó en la década de los 40 y 50 como Craig Woods.

## Filmografía seleccionada
- Don Quickshot of the Rio Grande (1923) - A Knight
- The Steel Trail (1923) - Morris Blake
- Battlin' Buckaroo (1924) - Buck Carson
- The Fast Express (1924) - Tom Boyd
- Wolves of the North (1924, Serial) - Bob Hunter
- Dynamite Dan (1924) - Brute Lacy
- Ten Scars Make a Man (1924) - Buck Simpson
- A Cafe in Cairo (1924) - Kali
- The Bandit's Baby (1925) - Matt Hartigan
- Fighting Courage (1925) - (sin acreditar)
- A Man Four-Square (1926) - Ben Taylor
- A Trip to Chinatown (1926) - Norman Blood
- 30 Below Zero (1926) - Cavender
- A Regular Scout (1926) - Scar Stevens
- Cyclone of the Range (1927) - The Black Rider / Don Alvarado
- Splitting the Breeze (1927) - Dave Matlock
- Silver Comes Through (1927) - Stanton
- Tom's Gang (1927) - Bart Haywood
- Jesse James (1927) - Bob Ford
- When the Law Rides (1928) - The Raven
- Red Riders of Canada (1928) - Monsieur Le Busard
- The Sunset Legion (1928) - Honest John
- The Viking (1928) - Egil
- Tyrant of Red Gulch (1928) - Ivan Petrovitch
- The Candy Kid (1928)
- Gun Law (1929) - Bull Driscoll
- The Desert Rider (1929) - Williams
- China Bound (1929) - Officer
- The Phantom Rider (1929) - Calhound Hardy
- Neath Western Skies (1929) - Jim Canfield
- The Lone Rider (1930) - Ed Farrell
- Pardon My Gun (1930) - Cooper
- Men Without Law (1930) - Murdock
- West of Cheyenne (1931) - Kurt Raymer, aka The Laramie Kid
- The Texas Ranger (1931) - Matt Taylor
- In Old Cheyenne (1931)
- I Like Your Nerve (1931) - Cellano - Assassin (sin acreditar)
- Monkey Business (1931) - Briggs
- Palmy Days (1931) - Yolando's Henchman
- The Range Feud (1931) - Vandall
- Law and Order (1932) - Walt Northrup
- Sky Devils (1932) - Military Policeman (sin acreditar)
- Night World (1932) - Gang Leader (sin acreditar)
- Two Seconds (1932) - Executioner (sin acreditar)
- Radio Patrol (1932) - Kloskey
- I Am a Fugitive from a Chain Gang (1932) - Prison Guard (sin acreditar)
- Haunted Gold (1932) - Joe Ryan
- My Weakness (1933) - Gordoni (sin acreditar)
- The Prizefighter and the Lady (1933) - George Lyons (sin acreditar)
- From Headquarters (1933) - Mullins - Police Guard (sin acreditar)
- The World Changes (1933) - Sam (sin acreditar)
- Hoop-La (1933) - Side Show Troublemaker (sin acreditar)
- Shadows of Sing Sing (1933) - Al Rossi
- Caravan (1934) - Romeo (sin acreditar)
- Devil Tiger (1934) - Ramseye Doyle
- Wonder Bar (1934) - First Detective (sin acreditar)
- The Crosby Case (1934) - Detective Logan (sin acreditar)
- Journal of a Crime (1934) - Detective with Inspector (sin acreditar)
- School for Girls (1934) - Detective
- I Believed in You (1934) - State Trooper (sin acreditar)
- The Scarlet Empress (1934) - Doctor #1 (sin acreditar)
- The Circus Clown (1934) - Ajax
- Belle of the Nineties (1934) - Slade
- The St. Louis Kid (1934) - Louie Munn
- The President Vanishes (1934) - James Kramer
- Rustlers of Red Dog (1935, Serial) - 'Rocky'
- When a Man's a Man (1935) - Nick Gambert
- The Call of the Savage (1935, Serial) - Borno
- Let 'Em Have It (1935) - Big Bill
- Silk Hat Kid (1935) - Salesman (sin acreditar)
- Dante's Inferno (1935) - Reynolds - Second Officer (sin acreditar)
- The Adventures of Rex and Rinty (1935, Serial) - Crawford
- Call of the Wild (1935) - Soapy Smith (sin acreditar)
- Heir to Trouble (1935) - Honest John Motley
- Stormy (1935) - Mack - Red Wing's Owner (sin acreditar)
- Remember Last Night? (1935) - Station Agent (sin acreditar)
- Ship Cafe (1935) - Donovan (sin acreditar)
- Gallant Defender (1935) - Barr Munro
- Lawless Riders (1935) - Bart
- Rose of the Rancho (1936) - Bull Bangle
- It Had to Happen (1936) - Workman (sin acreditar)
- The Lawless Nineties (1936) - Charles K. Plummer
- The Robin Hood of El Dorado (1936) - Pete
- Silly Billies (1936) - Hank Bewley
- Heroes of the Range (1936) - Bull Lamton
- Human Cargo (1936) - Ira Conklin
- The Last Outlaw (1936) - Traffic Policeman (sin acreditar)
- Ticket to Paradise (1936) - John Dawson
- The Phantom Rider (1936, Serial) - Harvey Delaney
- The Unknown Ranger (1936) - Vance Rand
- The Plainsman (1936) - Quartermaster Sergeant
- Conflict (1936) - 'Ruffhouse' Kelly
- Criminal Lawyer (1937) - Police Inspector Burke (sin acreditar)
- Outcast (1937) - Grant - Head Lyncher
- Land Beyond the Law (1937) - Tascosa
- I Promise to Pay (1937) - Henchman Fats
- Reckless Ranger (1937) - Barlowe
- Border Cafe (1937) - Ranger Bert (sin acreditar)
- The Last Train from Madrid (1937) - Government Man (sin acreditar)
- Range Defenders (1937) - John Harvey
- The Emperor's Candlesticks (1937) - Capt. Demisoff (sin acreditar)
- The Singing Marine (1937) - First Marine Sergeant
- Big City (1937) - Detective Miller (sin acreditar)
- Ali Baba Goes to Town (1937) - Officer (sin acreditar)
- Stand-In (1937) - Studio Employee (sin acreditar)
- Thoroughbreds Don't Cry (1937) - Racetrack Guard (sin acreditar)
- Courage of the West (1937) - Al Wilkins, aka Jed Newman
- The Singing Outlaw (1937) - Leonard Cueball Qualey
- Wells Fargo (1937) - Timekeeper (sin acreditar)
- The Buccaneer (1938) - American Sergeant (sin acreditar)
- The Spy Ring (1938) - Capt. Holden
- Hawaiian Buckaroo (1938) - J. P. M'Tigue
- Rolling Caravans (1938) - Thad Dalton
- Joy of Living (1938) - Cop (sin acreditar)
- Stagecoach Days (1938) - Moose Ringo
- Panamint's Bad Man (1938) - Craven
- Men with Wings (1938) - Baker (sin acreditar)
- The Texans (1938) - Cavalry Officer (sin acreditar)
- Block-Heads (1938) - Belligerent Neighbor (sin acreditar)
- Crime Takes a Holiday (1938) - Stoddard
- In Early Arizona (1938) - Bull
- Come On, Rangers (1938) - Morgan Burke
- The Strange Case of Dr. Meade (1938) - Harper
- The Arizona Wildcat (1939) - Ross Harper
- Mr. Moto in Danger Island (1939) - Grant
- Union Pacific (1939) - Al Brett
- Blue Montana Skies (1939) - Jim Hendricks
- In Old Caliente (1939) - Curly Calkins
- The Man in the Iron Mask (1939) - First Officer
- Beau Geste (1939) - Renoir
- Frontier Marshal (1939) - Curly Bill's Henchman (sin acreditar)
- Days of Jesse James (1939) - Captain Worthington
- West of Carson City (1940) - Mack Gorman
- The House of the Seven Gables (1940) - Mr. Wainwright (sin acreditar)
- Boss of Bullion City (1940) - Sheriff Jeff Salters
- Isle of Destiny (1940) - Capt. Lawson
- Dark Command (1940) - Man in Fight with Seton (sin acreditar)
- Bullet Code (1940) - Cass Barton
- Winners of the West (1940, Serial) - King Carter
- South of Pago Pago (1940) - Black Mike Rafferty
- The Ranger and the Lady (1940) - Kincaid
- Triple Justice (1940) - Deputy Al Reeves
- The Long Voyage Home (1940) - Amindra First Mate (sin acreditar)
- Meet the Missus (1940) - Elmer Shillingford
- Petticoat Politics (1941) - Guy Markwell
- The Lady from Cheyenne (1941) - Assessor Mitch Harrigan (sin acreditar)
- Sheriff of Tombstone (1941) - Shotgun Cassidy
- Last of the Duanes (1941) - Sheriff Red Morgan
- Today I Hang (1942) - Henry Courtney
- Wild Bill Hickok Rides (1942) - Bixby - First Train Robber (sin acreditar)
- Reap the Wild Wind (1942) - Mace
- The Spoilers (1942) - Disgruntled Miner (sin acreditar)
- Romance on the Range (1942) - Steve
- Down Texas Way (1942) - Bert Logan
- Jackass Mail (1942) - Ranch Owner to Hang Baggot (sin acreditar)
- Riders of the West (1942) - Duke Mason
- Deep in the Heart of Texas (1942) - Sergeant Idaho
- West of the Law (1942) - Jim Rand
- The Forest Rangers (1942) - Lumberman (sin acreditar)
- Dawn on the Great Divide (1942) - Jim Corkle
- Sherlock Holmes and the Secret Weapon (1942) - Kurt (sin acreditar)
- The Ghost Rider (1943) - Lash Edwards
- Cheyenne Roundup (1943) - Blackie Dawson
- Bordertown Gun Fighters (1943) - Marshal Dave Strickland
- The Masked Marvel (1943, Serial) - Lab Thug (sin acreditar)
- Beyond the Last Frontier (1943) - Big Bill Hadley
- Outlaws of Stampede Pass (1943) - Ben Crowley
- In Old Oklahoma (1943) - Al Dalton (sin acreditar)
- Ali Baba and the Forty Thieves (1944) - Mongol Guard (sin acreditar)
- Westward Bound (1944) - Roger Caldwell
- Marshal of Gunsmoke (1944) - Lon Curtiss
- The Impostor (1944) - Guard (sin acreditar)
- Slightly Terrific (1944) - Gypsy King (sin acreditar)
- The Adventures of Mark Twain (1944) - Bixby's Depth-Caller (sin acreditar)
- Call of the Rockies (1944) - J. B. Murdock
- Silver City Kid (1944) - Judge Sam H. Ballard
- Tall in the Saddle (1944) - George Clews
- Can't Help Singing (1944) - Gunman Disliking Prying (sin acreditar)
- Nevada (1944) - Joe Powell
- Wanderer of the Wasteland (1945) - Guerd Eliott
- Flame of the West (1945) - Wilson
- Radio Stars on Parade (1945) - Rudy Campbell (sin acreditar)
- West of the Pecos (1945) - Brad Sawtelle
- South of Monterey (1946) - Bennet
- Sunset Pass (1946) - Cinnabar
- My Darling Clementine (1946) - Luke (sin acreditar)
- Trail Street (1947) - Larkin Larkin
- Code of the West (1947) - Marshal Nate Hatfield
- Thunder Mountain (1947) - Trimble Carson
- Wyoming (1947) - Ben Jackson
- The Secret Life of Walter Mitty (1947) - Wrong Mr. Follinsbee (sin acreditar)
- Black Gold (1947) - Smuggler (sin acreditar)
- Desire Me (1947) - Joseph (escenas eliminadas)
- The Fabulous Texan (1947) - State Policeman (sin acreditar)
- Wild Horse Mesa (1947) - Jay Olmstead
- Road to Rio (1947) - Ship's Purser
- Tycoon (1947) - Holden
- Western Heritage (1948) - Arnold posing as Powell
- Silver River (1948) - Riverboat Poker Player (sin acreditar)
- The Gallant Legion (1948) - Lang
- A Southern Yankee (1948) - Dentist (sin acreditar)
- Adventures of Don Juan (1948) - Guard (sin acreditar)
- Indian Agent (1948) - Carter
- One Sunday Afternoon (1948) - Matt Hughes - Policeman (sin acreditar)
- South of St. Louis (1949) - Recruiting Sergeant (sin acreditar)
- Hellfire (1949) - Lew Stoner
- Colorado Territory (1949) - Pluthner
- The Fountainhead (1949) - Quarry Superintendent (sin acreditar)
- She Wore a Yellow Ribbon (1949) - Karl Rynders (sin acreditar)
- Masked Raiders (1949) - Marshal Barlow
- Samson and Delilah (1949) - Gammad (uncredited)
- The Traveling Saleswoman (1950) - Soap Factory Mechanic (sin acreditar)
- Backfire (1950) - Dick Manning - Man from Detroit (sin acreditar)
- Let's Dance (1950) - Police Lieutenant (sin acreditar)
- Short Grass (1950) - Sam Dreen
- Law of the Badlands (1951) - Burt Conroy
- Best of the Badmen (1951) - Cherokee Springs Trading Post Proprietor (sin acreditar)
- Lone Star (1952) - George Dellman
- Rancho Notorious (1952) - Marshal McDonald (sin acreditar)
- Ride the Man Down (1952) - Henchman (sin acreditar)
- Hell's Outpost (1954) - Deputy Lud (uncredited)
- The Last Command (1955) - Irate Texan in Cantina (sin acreditar)
- The Ten Commandments (1956) - Officer (sin acreditar)
- The Restless Breed (1957) - Frank Baker (sin acreditar)
- The Sheepman (1958) - Cattle Rancher in Restaurant (sin acreditar)
- Bat Masterson TV Series (1961) - Episode “Run For Your Money” as Doc R.W. Fleming

1. 1 2  Katchmer, George A. (2009). A Biographical Dictionary of Silent Film Western Actors and Actresses (en inglés). McFarland. p. 407. ISBN 978-0-7864-4693-3. Consultado el 2 de febrero de 2020.
2. ↑  Kear, Lynn; Rossman, John (2008). The Complete Kay Francis Career Record: All Film, Stage, Radio and Television Appearances (en inglés). McFarland. p. 262. ISBN 9780786431984. Consultado el 19 de enero de 2017.
3. ↑  Brode, Douglas (2010). Shooting Stars of the Small Screen: Encyclopedia of TV Western Actors, 1946–Present (en inglés). University of Texas Press. p. 32. ISBN 9780292783317. Consultado el 19 de enero de 2017.

- Datos: Q5673513
- Multimedia: Harry Woods / Q5673513